# Diogo Barbosa
Diogo Barbosa Mendanha (ur. 17 sierpnia 1992 w Terra Nova do Norte) – brazylijski piłkarz występujący na pozycji lewego obrońcy, od 2023 roku zawodnik Fluminense.